# George Ryton
George Ryton (né le 15 août 1948 à Singapour) est un ingénieur automobile britannique connu pour son travail de designer de monoplace de Formule 1.

## Carrière
George Ryton commence sa carrière en Formule 1 au sein du bureau d'études de l'écurie Team Haas Lola en 1985. Lorsque l'équipe quitte la discipline à la fin de la saison 1986, il rejoint Reynard Motorsport pour concevoir des châssis de Formule 3000. Peu de temps après, il rejoint John Barnard au sein de l'antenne technique de la Scuderia Ferrari délocalisée en Angleterre, Guildford Technical Office.
À la fin de la saison 1988, Ryton quitte GTO pour un poste de designer au sein du bureau d'étude Brun Technics à Basingstoke dans le Hampshire où son rôle est de développer la monoplace de Formule 1 de l'écurie Eurobrun Racing et les voitures de sport du Brun Motorsport Racing Team. Il conçoit l'Eurobrun ER189 de la saison 1989 et commence la conception de l'Eurobrun ER189B avant de quitter Eurobrun pour devenir designer en chef chez Tyrrell Racing où il travaille sous la direction de Harvey Postlethwaite jusqu'en 1993.
Georges Ryton retourne alors aux côtés de John Barnard qui, après avoir brièvement travaillé pour Benetton Formula, est à nouveau en contrat avec Ferrari. Le travail de Ryton est légèrement différent, puisqu'il est responsable du bureau de design de l'équipe dans sa base italienne de Maranello et non en Angleterre. Il reste à ce poste jusqu'à la mi-1996, quand il accepte le poste de directeur technique de la petite écurie Forti Corse. Il conçoit le châssis Forti FG03-96 mais se retrouve sans emploi après le retrait de l'écurie après le Grand Prix automobile d'Allemagne 1996.
En 1997, il est appelé par Alain Prost qui vient de racheter l'écurie Ligier pour prendre  la tête de la recherche et du développement de la nouvelle écurie Prost Grand Prix. En 1998, il tombe en disgrâce au sein de l'écurie française à cause du manque de compétitivité et de fiabilité de la Prost AP01 et il rejoint l'écurie Scuderia Minardi.
Ryton est employé chez Minardi jusqu'au Grand Prix automobile du Japon 2003 tout d'abord en tant que concepteur en chef puis consultant en design. Il quitte ensuite la Formule 1 pour devenir consultant indépendant en Cornouailles.

## Crédit de traduction
- (en) Cet article est partiellement ou en totalité issu de l’article de Wikipédia en anglais intitulé « George Ryton » (voir la liste des auteurs).